# Coccinia grandis
Coccinia grandis är en gurkväxtart som först beskrevs av Carl von Linné, och fick sitt nu gällande namn av Voigt. Coccinia grandis ingår i släktet Coccinia, och familjen gurkväxter. Inga underarter finns listade i Catalogue of Life.

## Bildgalleri

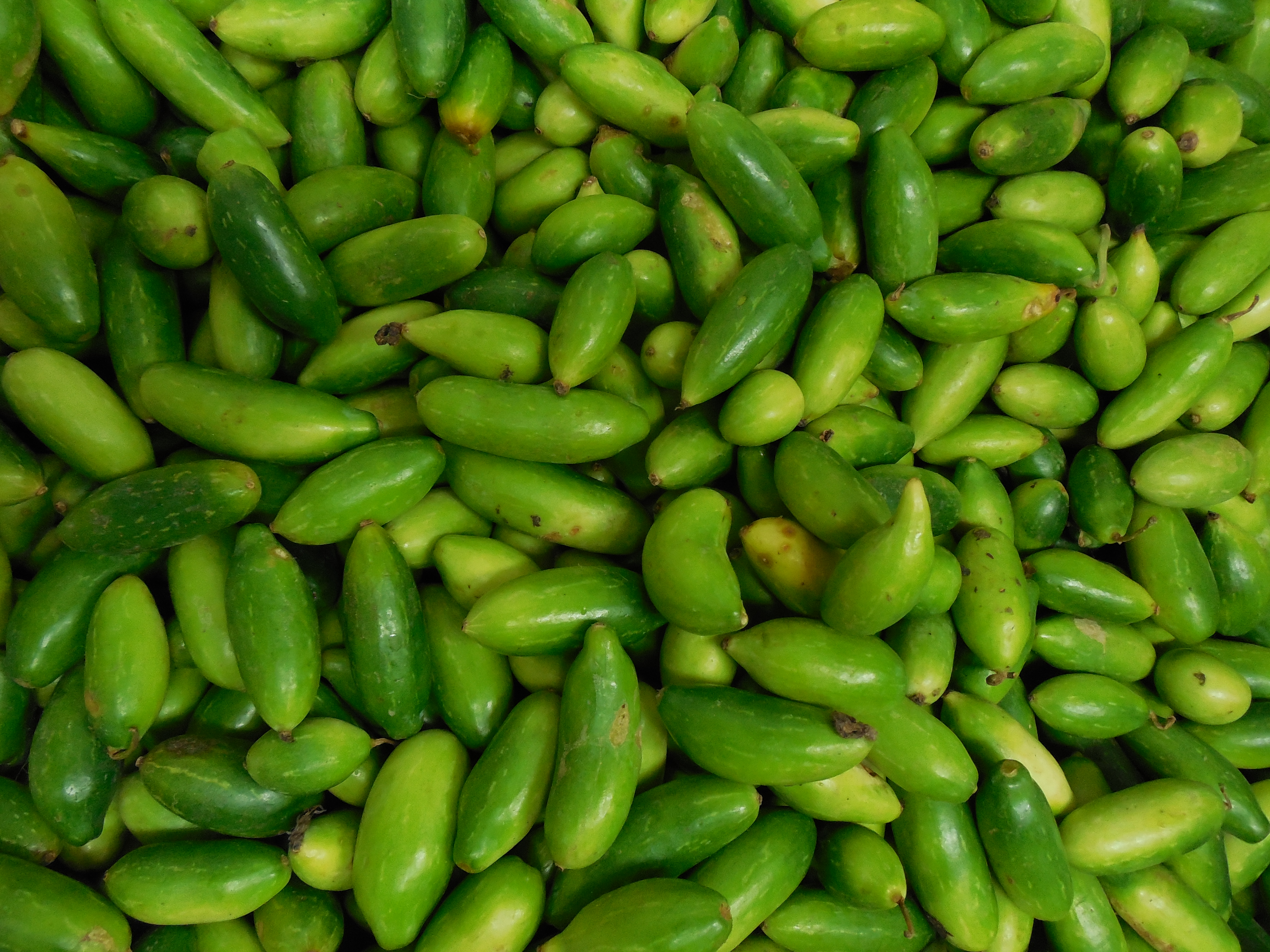
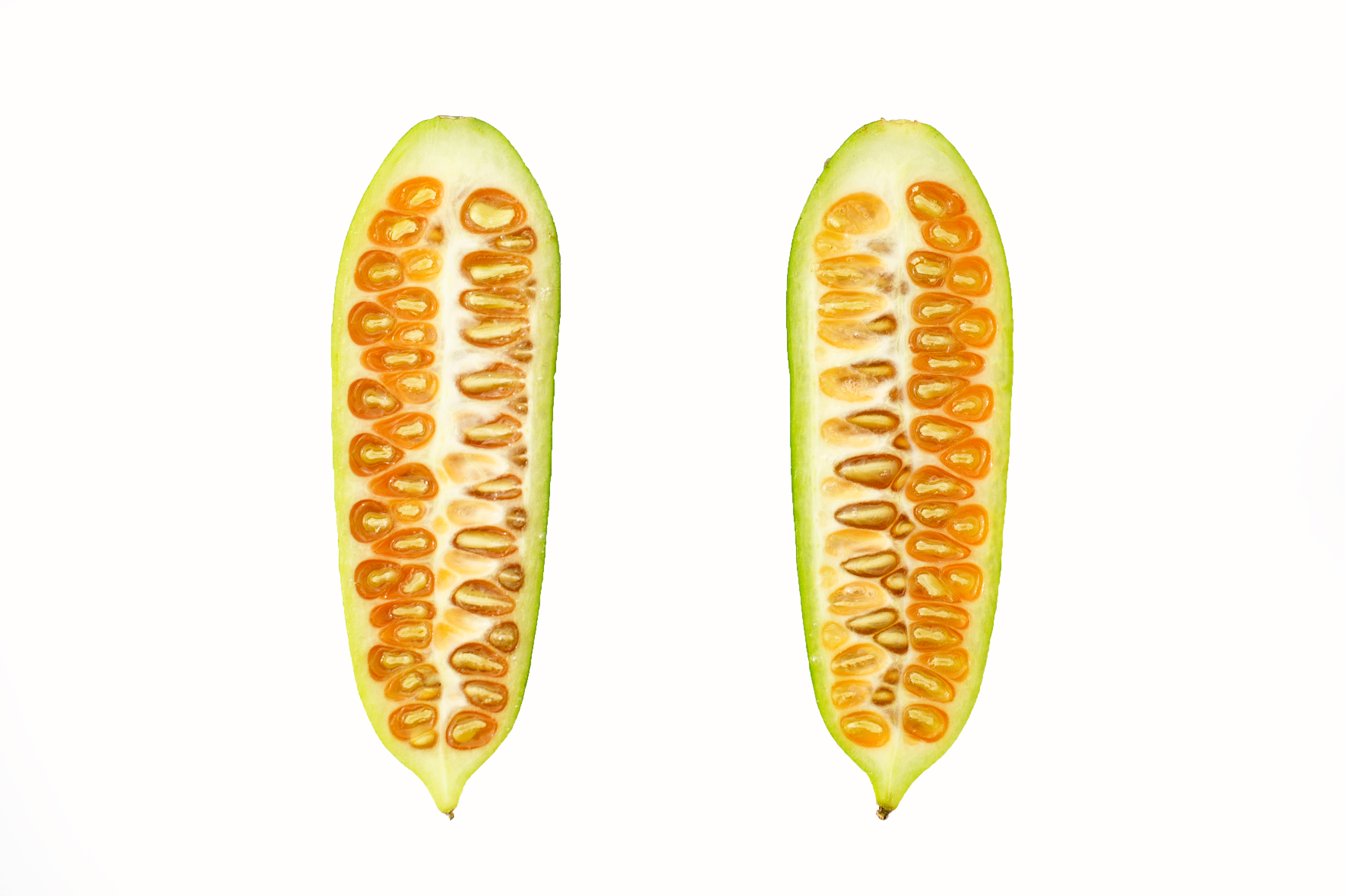
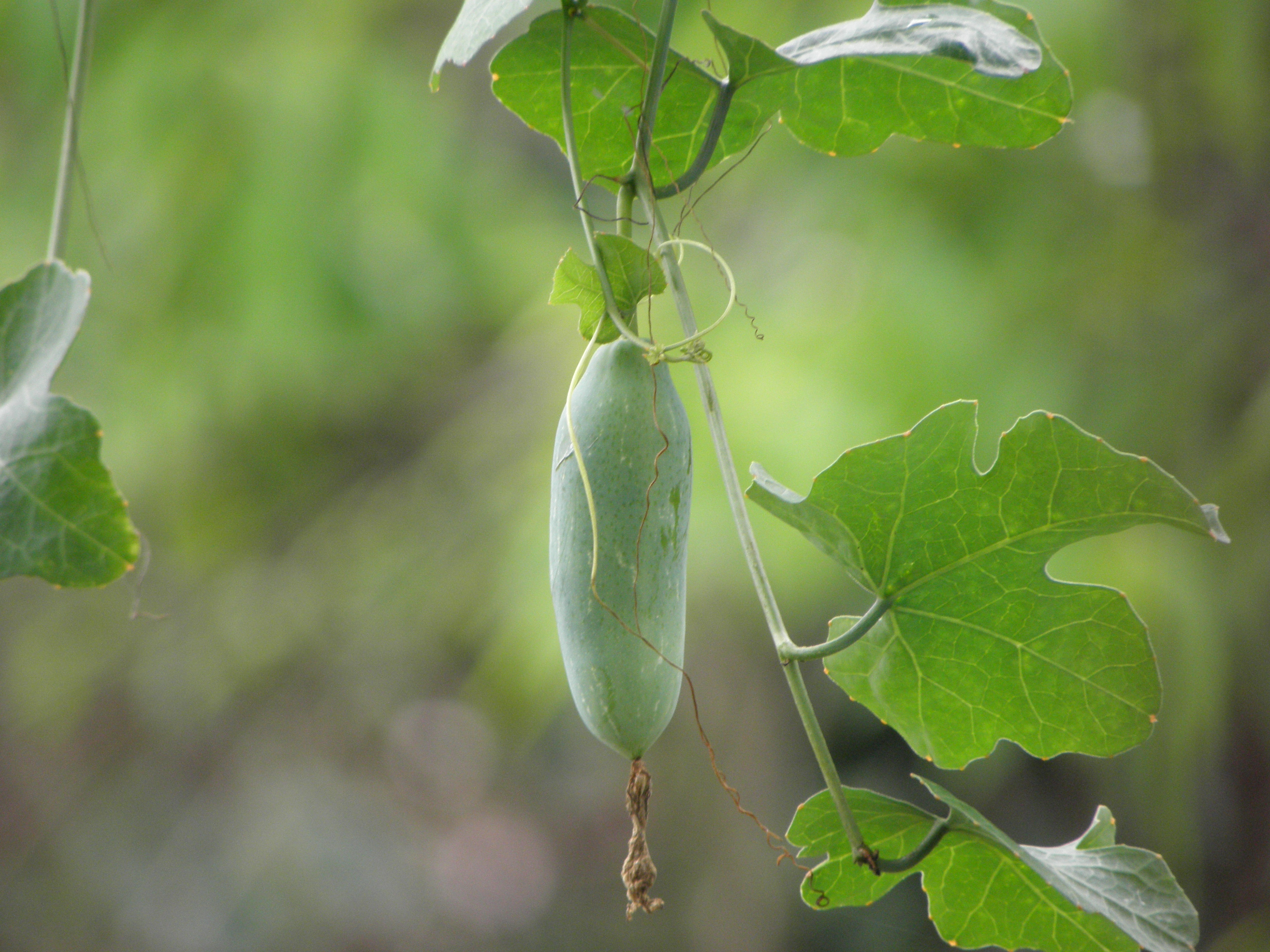
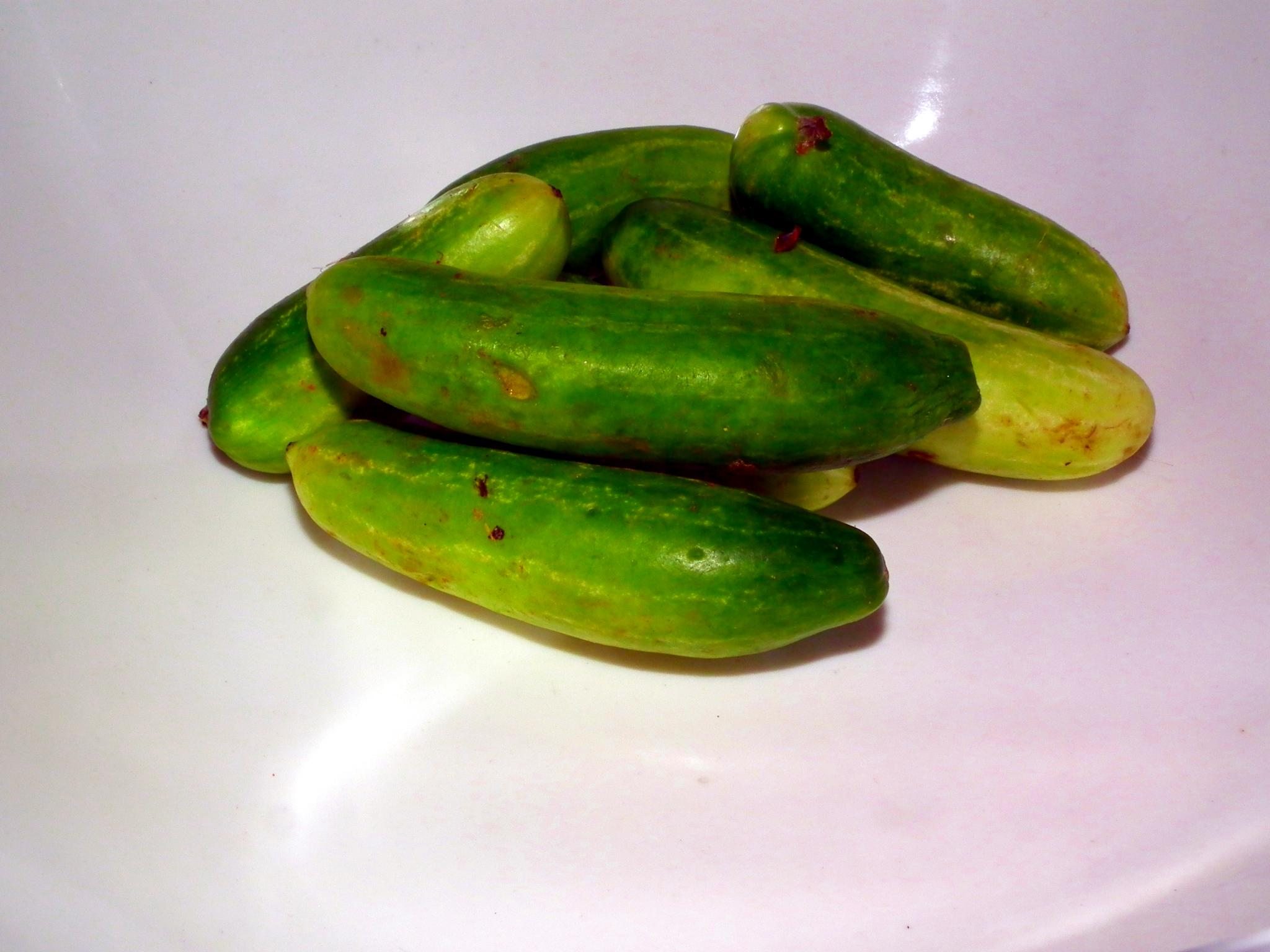